# 14909 Kamchatka
14909 Kamchatka eller 1993 PY3 är en asteroid i huvudbältet som upptäcktes den 14 augusti 1993 av den belgiske astronomen Eric W. Elst vid CERGA-observatoriet. Den är uppkallad efter den ryska halvön Kamtjatka.
Asteroiden har en diameter på ungefär 5 kilometer och den tillhör asteroidgruppen Eunomia.